# مايك كاناليس
مايك كاناليس (بالإنجليزية: Mike Canales)‏ هو لاعب كرة قدم أمريكية أمريكي، ولد في 21 يونيو 1961 في كورونادو في الولايات المتحدة.